# Luxation acromio-claviculaire
 Mise en garde médicale

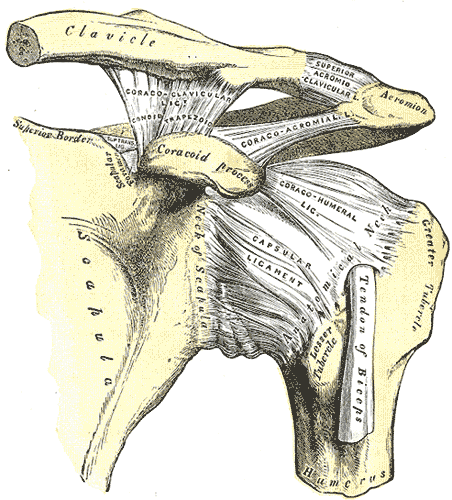
Vue antérieure de l'épaule et de l'articulation acromio-claviculaire.

La luxation acromio-claviculaire est une luxation de l'articulation acromio-claviculaire qui unit l'extrémité externe de la clavicule à l'acromion.
C'est une lésion fréquente et bénigne concernant le sujet jeune, le plus souvent due à un traumatisme direct par chute sur le moignon de l'épaule.

## Classification
Il a été proposé plusieurs classifications, la plus simple comprend quatre stades, par ordre croissant de gravité :
- Stade I : Entorse acromio-claviculaire simple, avec lésion partielle des ligaments sans instabilité de la clavicule.
- Stade II : Subluxation acromio-claviculaire, avec rupture isolée des ligaments acromio-claviculaires. Discrète mobilité de la clavicule de haut en bas en « touche de piano ». Pas de mobilité antéro-postérieure.
- Stade III : Luxation acromio-claviculaire complète, par rupture complète des ligaments acromio-claviculaires et des ligaments coraco-claviculaires, avec perte de contact totale et permanente des surfaces articulaires. Déformation visible de l'épaule avec saillie importante de l'extrémité externe de la clavicule, que l'on peut réduire par simple pression (« touche de piano »). Il existe aussi une mobilité antéropostérieure anormale.
- Stade IV : Stade III avec en plus une rupture de la chappe delto-trapézienne. L'extrémité externe de la clavicule est palpable directement sous la peau.

## Traitement
Le traitement dépend du stade de la luxation. Il comprend 2 méthodes :
- Méthode orthopédique : Immobilisation en écharpe coude au corps pendant 10 jours à 3 semaines, ou immobilisation avec harnais orthopédique (jusqu'à 6 semaines pour un stade III) suivie d'une rééducation.
- Méthode chirurgicale : Différentes techniques proposées selon les écoles[1],[2].

### Indications
- Stades I et II : Traitement orthopédique.
- Stade III : La prise en charge dépend des écoles[1],[2],[3], prenant en compte la motivation et l'occupation du patient, s'il est gaucher ou droitier, en fonction du côté atteint.
- Stade IV : Traitement chirurgical avec repositionnement et fixation.